# Mariä Himmelfahrt (Kempten)

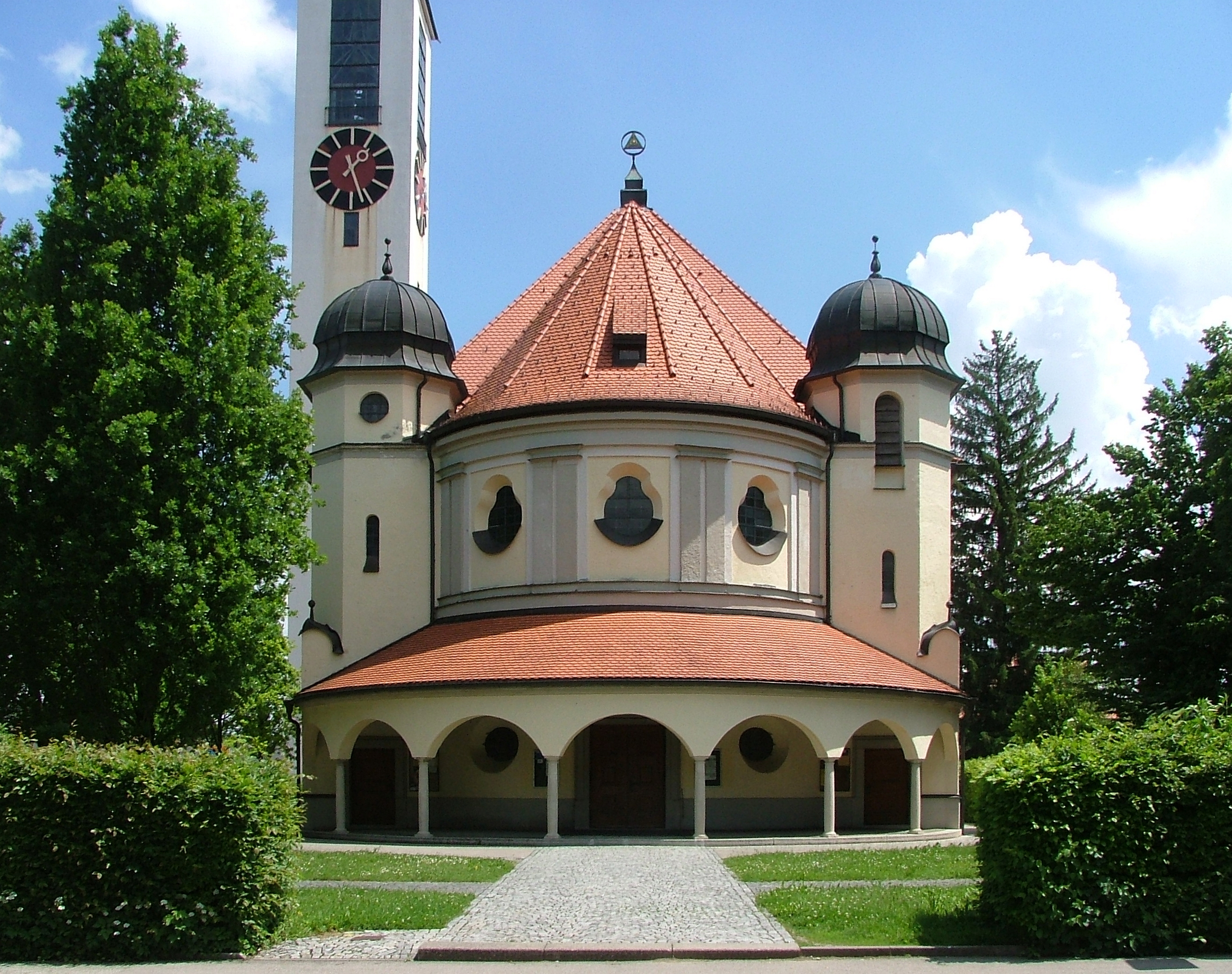
Die Kirche Mariä Himmelfahrt in Kempten

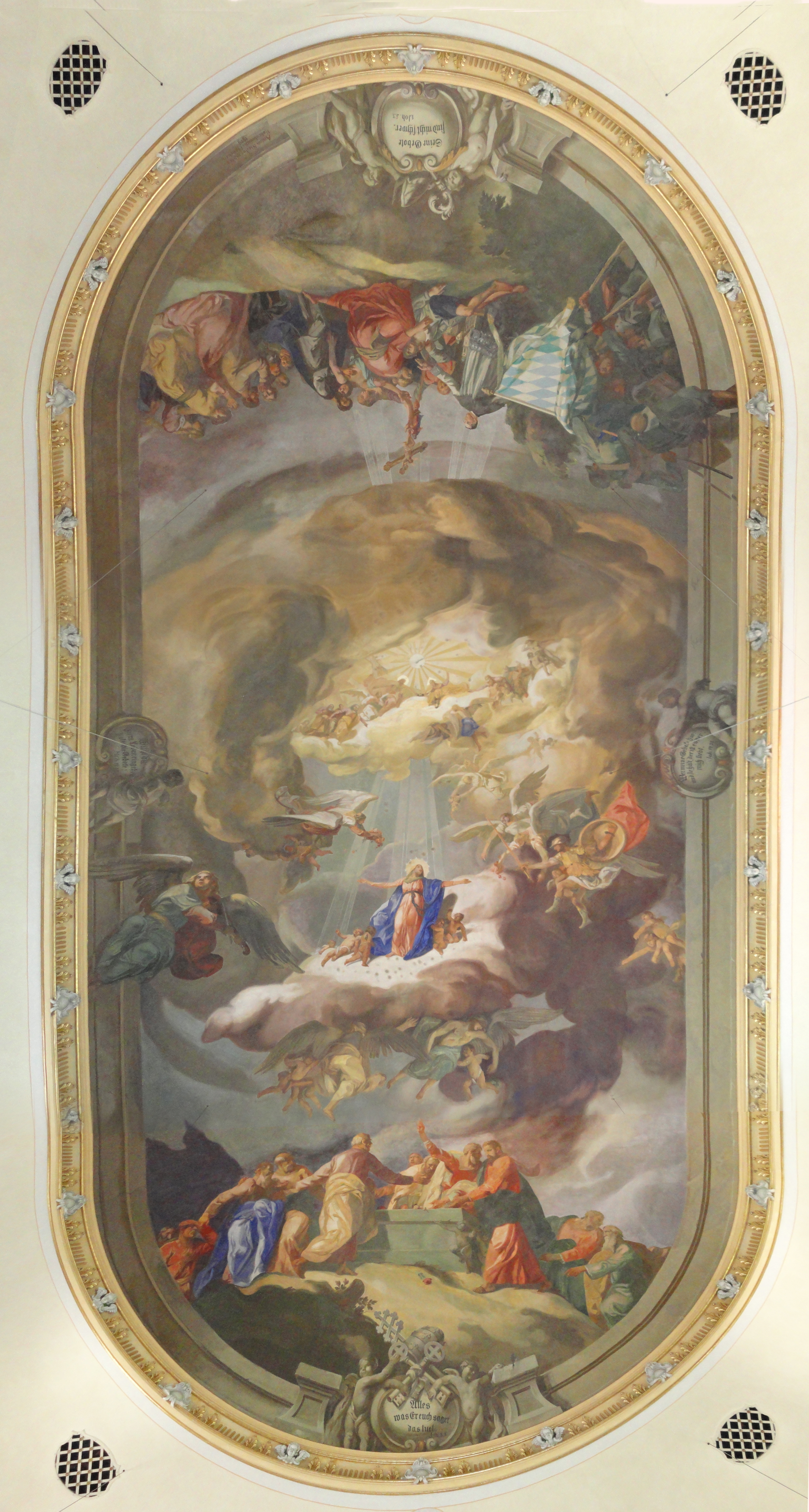
Das Deckengemälde im Kirchenschiff

Die römisch-katholische Pfarrkirche Mariä Himmelfahrt ist ein neobarocker Sakralbau mit westlicher halbrunder Vorhalle zwischen zwei polygonalen Türmen in Kottern, einem Ortsteil von Kempten (Allgäu). Die denkmalgeschützte Pfarrkirche wurde in den Jahren 1921 bis 1922 nach einem Entwurf des Münchener Architekten Erwin Müller erbaut. Die Pläne stammen jedoch aus der Zeit vor dem Ersten Weltkrieg, konnten jedoch wegen des Wertverlusts der gebildeten Rücklagen nicht verwirklicht werden. Im Jahr 1955 wurde ein eckiger Chorflankenturm mit einem stählernen Glockenstuhl hinter großen Glasscheiben errichtet. Entworfen wurde dieser durch Ernst Ravert.

## Geschichte

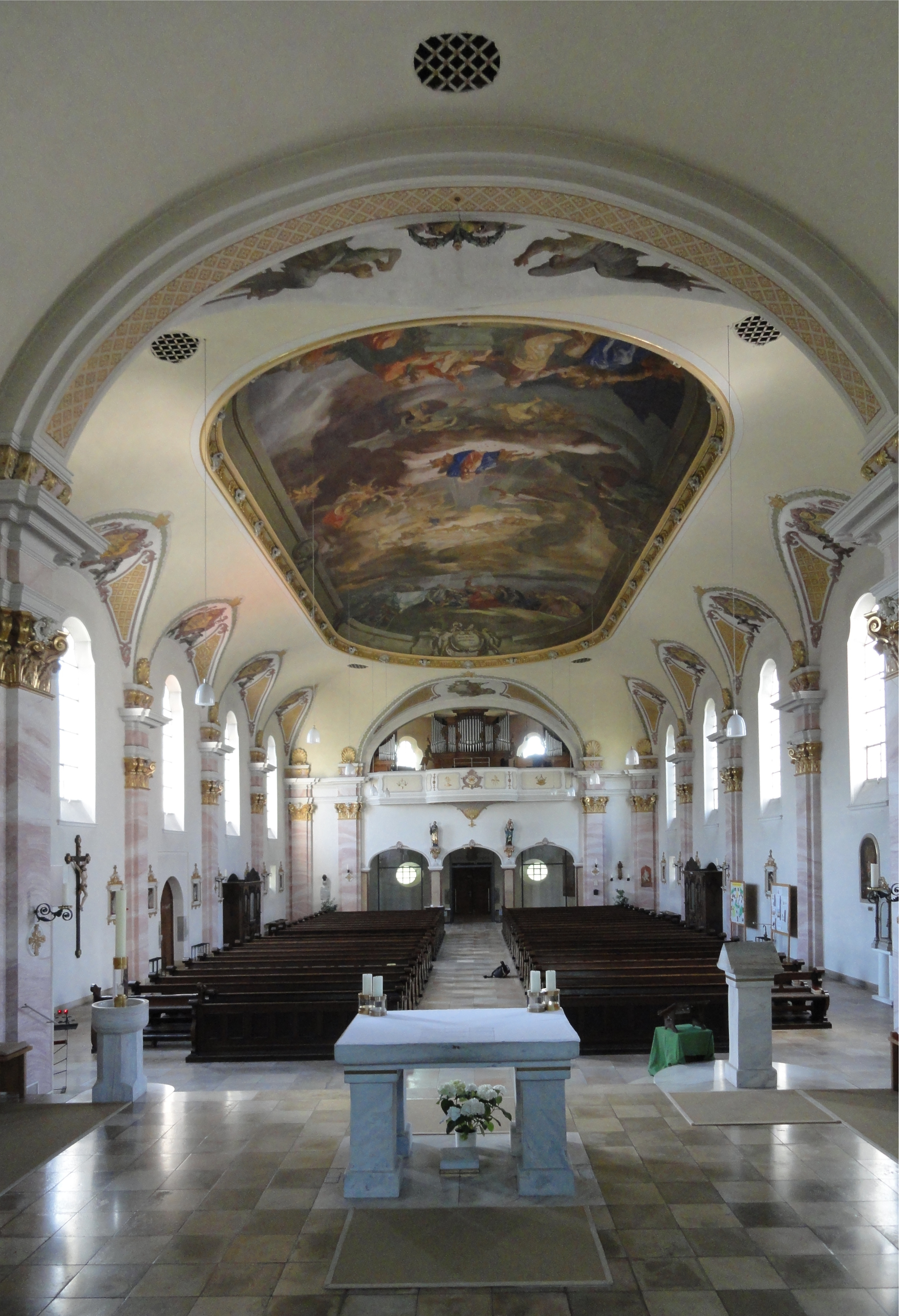
Blick in das Kirchenschiff

1906 wurde der Bauplatz für die Pfarrkirche erworben. 1914 wurden den Mitgliedern des Kirchenbauvereins die Baupläne vorgelegt, die davor vom Kultusministerium begutachtet wurden. Die Arbeiten wurden ausgeschrieben, die Planung und Finanzierung war organisiert. Zum geplanten Baubeginn kam es jedoch wegen des Ersten Weltkriegs nicht.
Am 20. Juni 1921 kam es zum ersten Spatenstich, am 11. September gleichen Jahres erfolgte die Grundsteinlegung. Dieser enthält eine verschlossene Glasvase mit einer Urkunde, Fotografien von Papst Benedikt XV., Bischof Maximilian von Lingg, dem Kirchenbauvereinsausschuss und Fabrikdirektor Alfred Kremser, Geldmünzen und -scheine, Briefmarken und Lebensmittelkarten.
Am 12. November 1922 kam es zur Kirchweihe. Auf einen Kirchturm verzichtete der Bauverein um die Ausstattung der Kirche voranzutreiben. 1925 wurde eine gebrauchte Orgel erworben. Drei Jahre später fertigte der Kunstmaler Anton Niedermaier das Deckengemälde im Chor an. Es zeigt die Heilige Familie mit Johannes dem Täufer als Knaben und seiner Mutter Elisabeth. Im Hintergrund sind die 1944 bei einem Bombenangriff zerstörte Sheddachhalle und der Schornstein der Spinnerei und Weberei Kottern mit dem Grünten zu sehen. Im Frühjahr des nächsten Jahres stellte der Kunstmaler das 230 m2 große Deckengemälde im Kirchenschiff fertig. Es befasst sich mit der Himmelfahrt Mariens.
1931 wurden die Kreuzwegstationen eingeweiht, 1935 wurden die Beichtstühle aufgestellt. Im Herbst 1934 gestaltete Josef Hengge mit einem Bildhauer namens Diez die Vorhalle unter der Empore zu einer Kriegergedächtnisstätte. Die dort dargestellten Soldaten entsprechen der nationalsozialistischen Rassenideologie: blond, stark und tapfer.
Im Jahr 1954 kamen erste Pläne für einen modernen Glockenturm auf. Der Kemptener Architekt Ernst Ravet schlug einen 52 Meter hohen Kirchturm vor, der ein vier Meter tiefes Fundament hat. Auf dem Dach ist eine Kupferblechkugel mit einem 6,6 Meter großen Kruzifix angebracht. 1956 wurden sieben Bronzeglocken bestellt, die am 31. März 1957 geweiht wurden.
Die Ausstattung der Kirche, die als Provisorium aus dem ganzen Allgäu gemischt war, wurde zwischen 1954 und 1970 durch neue Stücke vereinheitlicht.

## Geläut

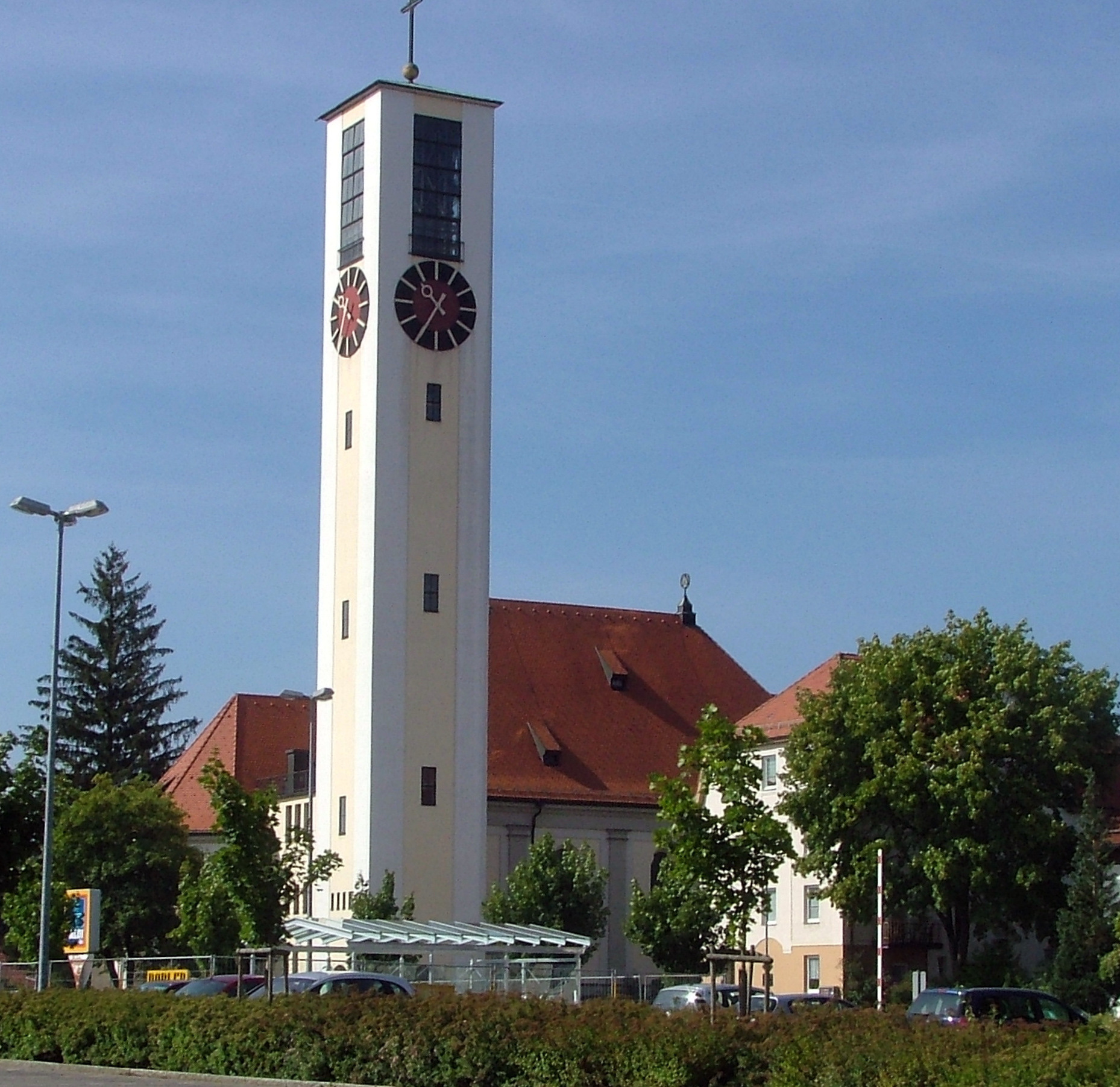
Der 52 Meter hohe Kirchturm

Im Turm der Pfarrkirche hängt mit sieben Glocken eines der größten Geläute der Stadt Kempten. Frei einsehbar hängen hier in einem stählernen Glockenstuhl von 1956 sechs Glocken der Glockengießerei Johann Hahn aus Landshut. Am 31. März wurden die Glocken A°-c′-d′-e′-g′-a′-c2 geweiht. Leider wies Glocke 2 gute 15 Jahre später Schäden auf und musste ersetzt werden. Gegossen wurde die neue Glocke 1974 von der Kemptener Glockengießerei E. Gebhard.
Eine Besonderheit sind die gläsernen Schallfenster, die bei guter Witterung vor dem Geläut mittels Elektromotor automatisch geöffnet werden.